# Anacleto Cordeiro Gonçalves de Oliveira
Anacleto Cordeiro Gonçalves de Oliveira (Leiria, 17 luglio 1946 – Almodôvar, 18 settembre 2020) è stato un vescovo cattolico portoghese.

## Biografia
Anacleto Cordeiro Gonçalves de Oliveira nacque a Cortes, una  freguesia di Leiria, il 17 luglio 1946.

### Formazione e ministero sacerdotale
Dal 1957 al 1969 ha studiato filosofia e teologia presso il seminario diocesano di Leiria.
Il 15 agosto 1970 fu ordinato presbitero per la diocesi di Leiria-Fátima. Poco tempo dopo fu inviato a Roma per studi. Nel 1971 conseguì la licenza in teologia dogmatica presso la Pontificia Università Gregoriana e nel 1974 la licenza in studi biblici presso il Pontificio Istituto Biblico. Tornato in patria fu professore di esegesi biblica l'Istituto superiore di studi teologici di Coimbra dal 1974 al 1977. Nello stesso periodo si laureò in storia presso la Facoltà di lettere dell'Università di Coimbra. Si trasferì poi in Germania per proseguire gli studi. Nel 1987 conseguì il dottorato in esegesi biblica presso la Facoltà di teologia cattolica dell'Università di Münster con una tesi intitolata "La diakonia della giustizia e della riconciliazione nell'apologia della seconda lettera ai Corinzi. Analisi e interpretazione di 2 Cor 2,14-4,6; 5,11-6,10". Durante la sua permanenza in Germania fu cappellano degli emigranti portoghesi nella diocesi di Münster. Nel 1988 tornò in Portogallo e riprese l'insegnamento di esegesi biblica presso l'Istituto superiore di studi teologici di Coimbra e contemporaneamente presso il seminario diocesano di Leiria, la Scuola di educazione teologica dei laici di Leiria e la Facoltà teologica dell'Università cattolica del Portogallo. Nel 2001 assunse la presidenza del comitato esecutivo dell'Istituto superiore di studi teologici di Coimbra.
Fu anche segretario del comitato scientifico dei congressi internazionali di Fátima degli anni 1997, 2001 e 2003, membro del consiglio di amministrazione e di gestione delle finanze del santuario di Fátima, assistente ecclesiastico diocesano degli educatori cattolici e membro del consiglio presbiterale e del collegio dei consultori.
Collaborò alla formazione permanente del clero delle diocesi di Leiria-Fátima e di Coimbra e alla formazione cristiana e teologica dei laici nel santuario di Fátima.

### Ministero episcopale
Il 4 febbraio 2005 papa Giovanni Paolo II lo nominò vescovo ausiliare di Lisbona e titolare di Acque Flavie. Ricevette l'ordinazione episcopale il 24 aprile successivo nel santuario di Fátima dal vescovo di Leiria-Fátima Serafim de Sousa Ferreira e Silva, co-consacranti il vescovo di Coimbra Albino Mamede Cleto e quello di Santarém Manual Pelino Domingues.
Gli fu affidata la zona pastorale ovest del patriarcato.
Nel novembre del 2007 compì la visita ad limina.
L'11 giugno 2010 papa Benedetto XVI lo nominò vescovo di Viana do Castelo. Prese possesso della diocesi il 15 agosto successivo, festa di Nostra Signora Assunta, patrona della diocesi.
Nel settembre del 2015 compì una seconda visita ad limina.
Collaborò con la rivista Theologische Revue della Facoltà di teologia cattolica dell'Università di Münster e diresse l'equipe che si occupò della preparazione dei catechismi nazionali, in particolare quello dei bambini. Lavorò anche in un gruppo che tradusse la Nuova Bibbia dei cappuccini. A lui si deve l'itinerario catechetico proposto dalla Conferenza episcopale portoghese per l'Anno paolino.
In seno alla Conferenza episcopale portoghese fu presidente della commissione per la liturgia, membro della commissione per l'educazione e coordinatore della nuova traduzione della Bibbia in portoghese.
Morì nella tarda mattinata del 18 settembre 2020 in un incidente stradale avvenuto nell'autostrada A2 all'altezza della città di Almodôvar all'età di 74 anni. Venne dichiarato morto sul posto e poi la salma fu inviata al servizio di medicina legale dell'ospedale di Beja. Le esequie si tennero il 22 settembre alle ore 15 nella cattedrale di Viana do Castelo e furono presiedute dal cardinale António Augusto dos Santos Marto. Al termine del rito fu sepolto nel cimitero di Cortes.

## Genealogia episcopale
La genealogia episcopale è:
- Cardinale Scipione Rebiba
- Cardinale Giulio Antonio Santori
- Cardinale Girolamo Bernerio, O.P.
- Arcivescovo Galeazzo Sanvitale
- Cardinale Ludovico Ludovisi
- Cardinale Luigi Caetani
- Cardinale Ulderico Carpegna
- Cardinale Paluzzo Paluzzi Altieri degli Albertoni
- Papa Benedetto XIII
- Papa Benedetto XIV
- Cardinale Enrico Enriquez
- Arcivescovo Manuel Quintano Bonifaz
- Cardinale Buenaventura Córdoba Espinosa de la Cerda
- Cardinale Giuseppe Maria Doria Pamphilj
- Papa Pio VIII
- Papa Pio IX
- Cardinale Alessandro Franchi
- Cardinale Gaetano Aloisi Masella
- Cardinale José Sebastião d'Almeida Neto, O.F.M.Disc.
- Vescovo António José de Souza Barroso
- Vescovo Manuel Luís Coelho da Silva
- Cardinale Manuel Gonçalves Cerejeira
- Arcivescovo Ernesto Sena de Oliveira
- Arcivescovo Eurico Dias Nogueira
- Vescovo Serafim de Sousa Ferreira e Silva
- Vescovo Anacleto Cordeiro Gonçalves de Oliveira